# 요크 파크

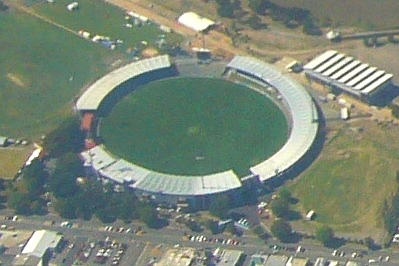

요크 파크는 오스트레일리아 론서스턴 Inveresk and York Park Precinct에 있는 경기장이다. 태즈메이니아에서 가장 큰 경기장으로, 21,000명을 수용할 수 있다. York Park는 2004년 오로라 에너지와 6년간 명명권 계약을 체결해 오로라 스타디움이라고도 불린다. 오스트레일리안 풋볼 경기에 사용되며, 호손 축구 클럽과 Richmond 축구 클럽의 2006년 6월 경기에서는 20,971명의 관중이 입장, 기록되기도 하였으며 호주의 축구 리그 (AFL)과 일치하다.